# スピングラス

スピングラスのランダムなスピン構造（上）と、強磁性体の秩序をもつスピン構造（下）の模式図

スピングラス（英語：spin glass）とは、非磁性の金属、たとえば金、銀、銅や合金に電子スピンをもった物質、つまり磁性体を薄い濃度（0.1%から10%程度）で不純物として混ぜて、磁性体の電子スピンが乱雑なまま固まった物質。
磁性を発揮する電子スピンの向きがアモルファス金属やガラスのようにバラバラな配列のままで固定されているのでスピンガラスと呼ばれる。この時、スピンの向きに短距離秩序は存在するが、長距離秩序は存在しない。

## 磁性不純物
混ぜる磁性体の不純物は鉄やマンガンが選ばれ、磁性不純物と呼ばれる。磁性不純物はランダムに混ざるため、そのスピンは反強磁性的な相互作用により、バラバラなスピン間の各所でフラストレーションを起こし、冷えて固まればバラバラな状態でフラストレーションを持ったまま固定される。